# L'uomo che visse nel futuro
L'uomo che visse nel futuro (The Time Machine) è un film del 1960 diretto da George Pal.
Il film è tratto dal popolare romanzo di fantascienza di H. G. Wells La macchina del tempo del 1895, anche se parte della trama è stata adattata alle esigenze della società statunitense del 1960. Il film viene considerato un classico del genere fantascientifico.
Nel 2002 ne è stato realizzato un remake, The Time Machine, diretto da Simon Wells.

## Trama

George Wells con la sua macchina del tempo

Nell'Inghilterra di fine Ottocento, alla vigilia della festa di capodanno del 1900, un inventore, George Wells, costruisce una macchina del tempo e cerca di convincere alcuni notabili, invitati assieme all'amico David Filby, della propria scoperta. Data l'incredulità e facezia dei convenuti, decide di dimostrare la funzionalità della macchina sperimentandola segretamente su sé stesso e partire per un viaggio nel futuro, dando loro appuntamento cinque giorni dopo, a cena, per ragguagliarli e convincerli sugli sviluppi della sua invenzione.
Durante il viaggio effettua alcune fermate intermedie, nel 1917, precisamente il 13 settembre, apprende dal figlio ormai adulto di David Filby, il suo migliore amico, di essere misteriosamente scomparso all'inizio del secolo e dell'incombere della prima guerra mondiale; ripreso il viaggio, il 19 giugno 1940 si ferma per verificare alcune turbolenze constatando di essere nel bel mezzo di un bombardamento tedesco dove la sua casa viene distrutta; nella successiva fermata il 18 agosto del 1966, rincontra l'ormai vecchio James, figlio del suo migliore amico David, e apprende di essersi materializzato durante un'ipotetica guerra atomica; a causa dello scoppio del fungo atomico la devastante potenza della deflagrazione rompe la crosta terrestre ed il magma vulcanico sta quasi per raggiungerlo quando riesce ad azionare la macchina e a fuggire nel futuro. Molti secoli scorrono veloci, ma il veicolo appare ancora sommerso dalla lava solidificata ed il viaggiatore decide di proseguire. Quando la roccia attorno all'abitacolo si disgrega, George interrompe bruscamente il viaggio ritrovandosi nell'anno 802701, precisamente il 12 ottobre.
Esplorando il mondo del remoto futuro post-atomico, apparentemente un eden lussureggiante e tranquillizzante, Wells incontra un gruppo di ragazzi e ragazze, giovani, biondi e di bell'aspetto, che si disinteressano di tutto, illetterati e senza governo (e nessun anziano ancora in vita), senza aspirazioni e che si limitano a vivere nell'ozio consumando il cibo e i beni che trovano inspiegabilmente preparati per loro in un'antica rovina della precedente civiltà, che hanno irrimediabilmente dimenticato assieme a tutta la cultura e la scienza passate.
L'inventore salva la bella Weena mentre la ragazza stava per annegare nella totale indifferenza dei suoi compagni.
Improvvisamente suona una sirena e dopo un trambusto inaspettato, la sua macchina del tempo viene trascinata dietro ad un pannello metallico che chiude un misterioso bunker sotterraneo, tra l'indifferenza della popolazione. George meditando sulla condizione retrograda di quell'umanità del futuro, si convince di doverli e poterli aiutare a progredire, in modo da essere la fiamma che può far risorgere quelle popolazioni inermi ed inette, e di conseguenza riavviare tutta la civiltà, ma prima deve recuperare la sua macchina misteriosamente trafugata.
Dalle frammentarie spiegazioni di Weena e soprattutto dagli anelli parlanti, un'avanzatissima tecnologia di archiviazione sopravvissuta nei millenni, apprende che due fazioni, l'est e l'ovest, si sono combattute per oltre 326 anni prima che germi mortali avessero saturata l'atmosfera; in seguito le fabbriche e le scorte d'ossigeno finirono e un gruppo di sopravvissuti decise di rifugiarsi sotto terra. Con il trascorrere del tempo chi viveva sottoterra divenne cannibale e "padrone" del bestiame umano che viveva in superficie, ovvero gli Eloi, il che spiega anche la totale assenza di popolazione in età avanzata.
I mostruosi abitanti del sottosuolo, detti Morlock, vivendo nel buio hanno sviluppato occhi luminosi, ma temono la luce ed il fuoco; sono antropofagi, si cibano degli indifesi Eloi che richiamano nelle caverne grazie a sirene potentissime, che risvegliano in loro l'atavico istinto a rifugiarsi sottoterra durante i bombardamenti, come conseguenza delle guerre passate.
Weena viene catturata ed il protagonista tenta di liberarla, combattendo contro i mostruosi Morlock all'interno delle caverne. Così facendo riesce a spronare e smuovere anche gli apatici Eloi che cominciano a combattere per la loro vita dimostrando un possibile risveglio della sopita volontà e una possibilità di riscatto dell'umanità.
Tutto finisce bene per gli Eloi, i Morlock sono sconfitti, ma George, sconsolato, non sa come tornare e che cosa fare della sua vita in quel lontano futuro, solo Weena sembra dargli sollievo e speranza; quando riesce a recuperare la sua macchina del tempo vorrebbe portare la bella Weena con sé, ma viene assalito da alcuni Morlok superstiti e nella colluttazione finisce per avviare la macchina che sfreccia verso un remotissimo futuro e poi invertendo la marcia, viaggia verso il passato, fino ai primi del Novecento, proprio il giorno 5 gennaio, e rincontra i suoi scettici amici.
Stremato e provato, racconta concitatamente durante la cena tutti gli accadimenti del suo viaggio temporale, che appaiono troppo fantasiosi ai convenuti. Questi non gli credono e abbandonano la casa; tutti tranne il suo migliore amico Filby, che nutre qualche dubbio, ma al quale Wells riesce a mostrare l'unica prova tangibile: un fiore di una specie botanica sconosciuta; Filby comprende la veridicità della sua avventura. A questo punto però George è ormai deciso a restaurare la civiltà del mondo futuro e innamorato di Weena; un attimo prima che il suo amico possa entrare nel laboratorio, riparte immediatamente per il futuro con tre libri (volutamente non specificati) per sviluppare una nuova civiltà; il suo amico ripromettendosi di conservare i beni di George, suggerisce che potrebbe anche ritornare, dato che "ha tutto il tempo che vuole"...

## Produzione
George Pal era noto per il suo pionieristico lavoro nel campo dell'animazione stop-motion, avendo ricevuto già parecchie nomination agli Oscar durante gli anni quaranta. Non trovando finanziatori ad Hollywood che credessero al progetto di un adattamento cinematografico del romanzo di H.G. Wells, egli si rivolse alla divisione britannica della MGM che accettò la proposta.
All'inizio Pal avrebbe voluto scritturare un attore inglese di mezz'età come David Niven o James Mason per la parte del protagonista. In seguito cambiò idea e preferì scegliere un giovane attore australiano, Rod Taylor, per dare al personaggio una dimensione maggiormente atletica e idealista. La parte fu per Taylor il primo ruolo di rilievo in un film.
Il direttore artistico della MGM Bill Ferrari fu l'autore del celebre design della macchina del tempo utilizzata nel film. Oggi considerata un'icona, la macchina è uno strano miscuglio steampunk in anticipo sui tempi. Durante le inquadrature della macchina del tempo si può notare una targa con scritto "Manufactured By H. G. Wells". La rappresentazione nel film del popolo degli Eloi fu una delle influenze del movimento flower power degli anni sessanta. L'aspetto dei Morlock fu ideato da Wah Chang.

### Riprese
Con un budget inferiore al milione di dollari, non fu possibile girare il film a Londra. Le riprese in esterni furono girate dal 25 maggio al 30 giugno 1959 a Culver City, in California, con fondali spesso dipinti e modellini. Alcuni dei costumi furono riciclati da Il pianeta proibito (1956), come l'uniforme da ufficiale antiaereo della Protezione Civile, che era la tuta dell'uniforme dell'equipaggio dell'astronave C-57-D, e la grande sfera acrilica nella stanza degli anelli parlanti, un oggetto di scena del ponte di controllo della C-57-D.
Nella scena della lava che, dopo l'esplosione atomica, inonda le strade di Londra in una replica in miniatura del set, fu utilizzata della farina d'avena come sostituta della lava. Questa era stata preparata diversi giorni prima e lasciata lì per un fine settimana, dove fermentava ad alte temperature, creando un "odore puzzolente" nell'aria quando veniva rilasciata.

## Colonna sonora
La colonna sonora del film è stata pubblicata su CD nel 1987.

### Tracce
1. Main Title / Credits
2. London 1900 (Filby's Theme)
3. Time Machine Model
4. The Time Machine
5. Quick Trip Into The Future
6. All The Time In The World
7. Beautiful Forest / The Great Hall
8. Fear
9. Weena (Love Theme)
10. Rescue
11. Reminiscing
12. Morlocks
13. End Title (Reprise)
14. Fight With The Morlocks
15. Time Traveler
16. Escape
17. Prayer / Off Again
18. Trapped In The Future
19. Love And Time Return
20. End Title
21. Atlantis, The Lost Continent (Overture) - Main Title / Credits / Love Theme / Night Scene / Submarine / End Title

## Home video
Nel DVD italiano nella sezione inserti speciali c'è la virtuale continuazione del racconto con l'incontro fra George e Filby da sempre il suo migliore amico. Nello stesso DVD si trova la travagliata storia del modello di macchina del tempo utilizzata per le riprese, del suo ritrovamento e del suo restauro.
In molte edizioni in DVD e Blu ray, senza una motivazione nota, manca tutta la divertente sequenza della signora Watchett che attraversa il laboratorio. 
Nel film originale del 1960, in videocassetta ed su alcune altre edizioni online, George (Rod Taylor), dopo avere congedato gli amici ed avere augurato loro buon anno, va nel suo laboratorio e fatti alcuni ritocchi alla preziosissima leva di cristallo (quarzo), sale sulla "macchina del tempo" e trepidante aziona la leva per un "assaggio" del reale funzionamento, subito si ferma deluso ma, vedendo che il suo orologio ha un'ora diversa da quello in laboratorio, riparte euforico e qui c'è la famosa scena, commentata dallo stesso viaggiatore, nella quale si vede la candela consumarsi rapidamente, il sole che sorge e tramonta sempre più rapido, l'aprirsi e chiudersi dei fiori istantaneo, una lumaca strisciare veloce. Poi l'ingresso in laboratorio della signora Watchett che si dirige verso il giardino, veloce come una marionetta, pur mantenendo l'atteggiamento dell'anziana che cammina adagio, e senza minimamente accorgersi della presenza della macchina e del suo pilota che stanno "fluttuando nel tempo" vicino a lei.

## Riconoscimenti
- Premi Oscar 1961: Oscar per i migliori effetti speciali

## Riferimenti nella cultura popolare
- L'uomo venuto dall'impossibile, un film di science-fiction del 1979 nel quale H. G. Wells (impersonato da Malcolm McDowell) viaggia dal 1893 fino alla moderna San Francisco nella sua macchina del tempo all'inseguimento di Jack lo squartatore, a sua volta fuggito nel futuro.
- The Time Machine (2002), è il remake del film originale, diretto da Simon Wells e con Guy Pearce nel ruolo di Rod Taylor.
- L'episodio "Ritorno al passato" della terza stagione della serie televisiva In viaggio nel tempo, ambientato il 6 ottobre 1957, include un personaggio che si costruisce una macchina del tempo molto simile a quella utilizzata nel film di Pal.
- In "La macchina del tempo", episodio della prima stagione di The Big Bang Theory, i personaggi acquistano ad un'asta online una replica in miniatura della macchina del tempo del film per poi scoprire che si tratta invece di un modello a grandezza reale scala 1:1; i  Morlock in seguito perseguitano i sogni di Sheldon di viaggiare nel tempo verso un lontano futuro.
- "Antifurti da ridere", episodio della quinta stagione di Regular Show, nel quale Mordecai, Rigby, Muscle Man e Hi-Five Ghost devono avventurarsi nel fondo di una fossa per trovare la loro videocamera prima che il loro capo Benson si accorga che è sparita; i Carlock che incontrano sono basati sui Morlock del romanzo di H. G. Wells e il loro aspetto è simile a quello dei Morlock nel film di George Pal.
- In Gremlins, alla convention degli inventori, si può scorgere sullo sfondo la macchina del tempo del film con un uomo seduto sopra di essa mentre il disco gira. Nell'inquadratura successiva, la macchina è scomparsa, lasciando una nuvola di fumo dietro di sé.